# Inseguendo la vittoria
Inseguendo la vittoria (The Cutting Edge 3: Chasing the Dream) è un film per la televisione statunitense andato in onda su ABC Family il 16 marzo 2008. È il seguito di In due per la vittoria (2006) e precede Vincere insieme (2010).
In Italia è andato in onda su Sky Cinema 1 il 30 dicembre 2009 e su Italia 1 il 2 settembre 2012.

## Trama
Zach Conroy e Celeste Mercier sono una coppia non solo nel pattinaggio artistico, ma anche nella vita: dopo aver perso l'oro a Tokyo in favore dei rivali Jason Bright e Cindy Halgyord, sono decisi ad andare ai campionati di Parigi e vincere. Un giorno, però, durante l'allenamento, Celeste si frattura una caviglia e deve rimanere ferma per otto mesi. L'allenatore Bryan Hemmings decide di trovare una nuova partner temporanea per Zach, ma la cosa non è facile perché molte pattinatrici non vogliono fare coppia con lui perché è già capitato in passato che ferisse la partner.
Quando Zach incontra Alejandra "Alex" Delgado, una ragazza combattiva che gioca a hockey e pattina senza paura, nota il suo potenziale, ma Bryan non è d'accordo e decide di andare ad allenare Jason e Cindy. L'ex campionessa Jackie Dorsey diventa la nuova allenatrice di Zach e Alex, che intanto lottano con la crescente attrazione che provano l'una verso l'altro. Alle nazionali, però, Zach si deconcentra in un punto critico dopo aver visto Celeste baciare Bryan e causa il ferimento e la caduta di Alex; nonostante questo, la coppia riesce a qualificarsi per il campionato internazionale di Parigi, ma Jason e Cindy mostrano ad Alex delle foto recenti di Zach e Celeste insieme, inclusa una in cui si baciano. La ragazza, umiliata e tradita, decide di andarsene, ma Zach le chiede scusa e le confessa il suo amore. Durante il campionato sfoderano un'arma segreta, il colpo di Pamchenko utilizzato una volta sola dai genitori di Jackie, e vincono l'oro.